# Episodi di Caroline in the City (terza stagione)
La terza stagione della serie televisiva Caroline in the City è stata trasmessa in anteprima negli Stati Uniti d'America dalla NBC tra il 22 settembre 1997 e il 18 maggio 1998.
| nº | Titolo originale                                    | Titolo italiano | Prima TV USA      | Prima TV Italia |
| -- | --------------------------------------------------- | --------------- | ----------------- | --------------- |
| 1  | Caroline and the Reception                          |                 | 22 settembre 1997 |                 |
| 2  | Caroline and the Kink                               |                 | 29 settembre 1997 |                 |
| 3  | Caroline and the Novelist                           |                 | 6 ottobre 1997    |                 |
| 4  | Caroline and the Free Cable                         |                 | 13 ottobre 1997   |                 |
| 5  | Caroline and the Blind Date                         |                 | 20 ottobre 1997   |                 |
| 6  | Caroline and the Egg                                |                 | 3 novembre 1997   |                 |
| 7  | Caroline and the Desperate Cat                      |                 | 10 novembre 1997  |                 |
| 8  | Caroline and the Cold Sesame Noodles                |                 | 17 novembre 1997  |                 |
| 9  | Caroline and the Bitter Beast                       |                 | 24 novembre 1997  |                 |
| 10 | Caroline and the Councilman                         |                 | 1º dicembre 1997  |                 |
| 11 | Caroline and the Used Car Salesman                  |                 | 8 dicembre 1997   |                 |
| 12 | Caroline and the Decanter                           |                 | 15 dicembre 1997  |                 |
| 13 | Caroline and the Love That Dares Not Speak Its Name |                 | 5 gennaio 1998    |                 |
| 14 | Caroline and the Quiz Show                          |                 | 12 gennaio 1998   |                 |
| 15 | Caroline and the Reluctant Father                   |                 | 19 gennaio 1998   |                 |
| 16 | Caroline and the Outer Limits                       |                 | 26 gennaio 1998   |                 |
| 17 | Caroline and the Toothbrush                         |                 | 2 febbraio 1998   |                 |
| 18 | Caroline and the Cabbie                             |                 | 9 marzo 1998      |                 |
| 19 | Caroline and the Visit from Mom                     |                 | 16 marzo 1998     |                 |
| 20 | Caroline and the Little White Lies                  |                 | 6 aprile 1998     |                 |
| 21 | Caroline and the Killer Dad                         |                 | 13 aprile 1998    |                 |
| 22 | Caroline and the Sandwich                           |                 | 27 aprile 1998    |                 |
| 23 | Caroline and the Marriage Counselor (Part 1)        |                 | 4 maggio 1998     |                 |
| 24 | Caroline and the Marriage Counselor (Part 2)        |                 | 4 maggio 1998     |                 |
| 25 | Caroline and the Secret Bullfighter (Part 1)        |                 | 18 maggio 1998    |                 |
| 26 | Caroline and the Secret Bullfighter (Part 2)        |                 | 18 maggio 1998    |                 |